# Iggy Pop
Iggy Pop, vlastním jménem James Newell Osterberg, Jr., (* 21. dubna, 1947 Muskegon, stát Michigan, USA) je americký punkrockový zpěvák a občasný herec (Kafe a cigára).
Přestože měl jen omezený komerční úspěch, Pop je považovaný za jednoho z největších vzorů punk rocku a jemu příbuzných stylů. Někdy je také nazýván jako Kmotr punku nebo Rockový leguán, a je také velice proslulý svou dynamikou na pódiu.
Pop byl zpěvákem kapely The Stooges z přelomu 60. a 70. let, která měla velký vliv na podobu hard rocku a počátky punku (mezi fanoušky Stooges patřili i Ramones). The Stooges se neblaze proslavili svými koncerty, na kterých Pop skákal z pódia (tímto byl objeven tzv. „stage diving“), s hrudí pomazanou syrovým masem a někdy také burákovým máslem nebo pořezaný rozbitými lahvemi. Mnoho pozdějších zpěváků tyto Popovy kousky imitovalo.[zdroj⁠?!]
Ačkoli už nebyl tak divoký jako za časů The Stooges, Pop byl střídavě úspěšný jako sólový zpěvák 25 let.
Mezi jeho nejznámější písničky patří například „Lust for Life“, „Candy“, „I'm Bored“ nebo „The Passenger“ (založená na básničce od Jima Morrisona).
V roce 2010 byl Iggy se skupinou The Stooges zařazen do Rock'n'rollové síně slávy (Rock and Roll Hall of Fame). V současnosti[kdy?] Iggy Pop žije ve svém domě se svou manželkou Nina Alu v Miami na Floridě. Iggy rád řídí svoje Ferrari F430[zdroj⁠?!] a i přes občasné přestávky stále koncertuje. V červnu 2010 hrál v kanadském Torontu na festivalu NXNE a téhož roku i koncertoval v Evropě.

## Kariéra

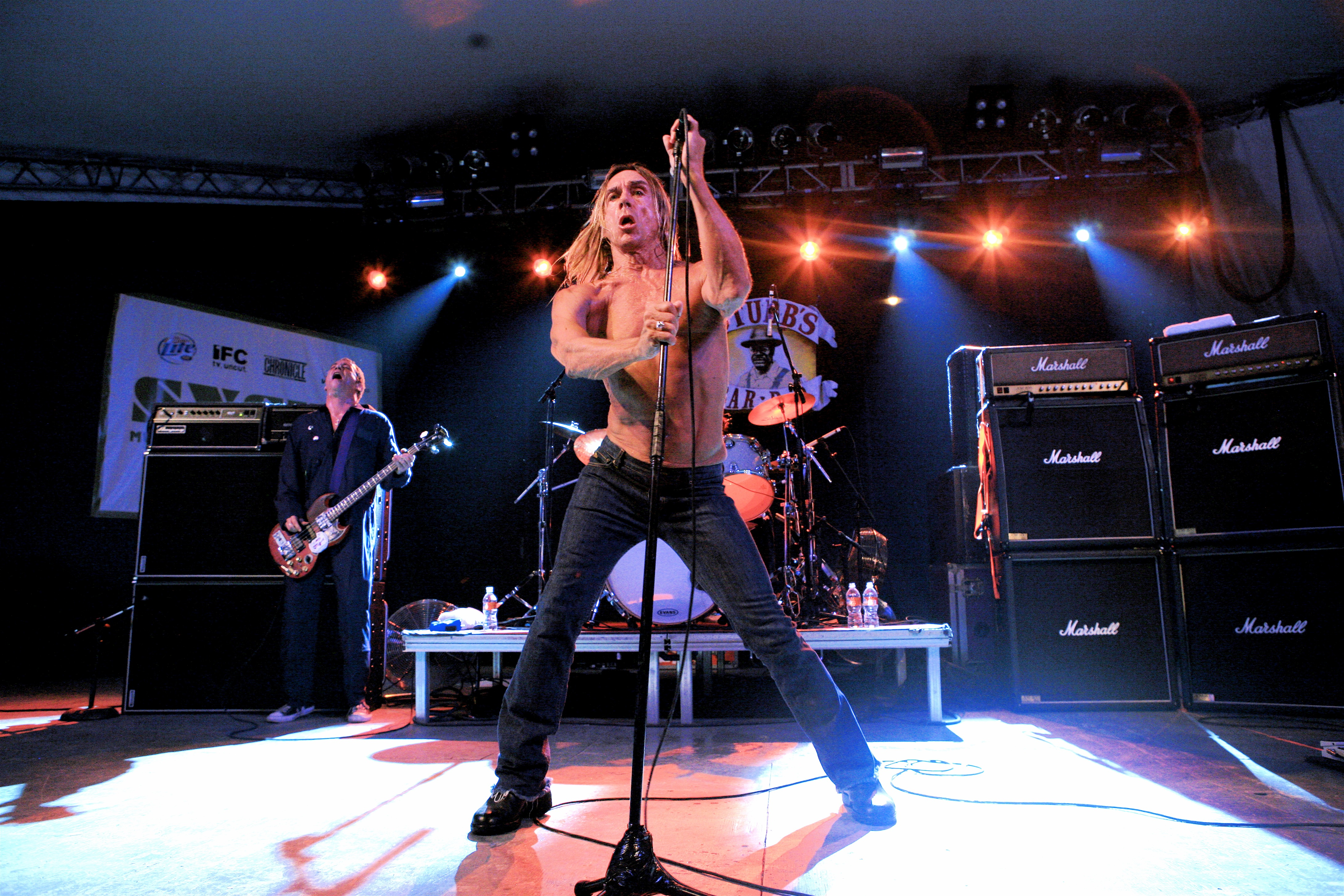
Iggy Pop, 2007, fotografie Krise Kruga

James Newell Osterberg, Jr. se narodil v Muskegonu v Michiganu jako syn Louelly (za svobodna Christensen; 1917–1996) a Jamese Newella Osterberga, Sr. (1921–2007), bývalého učitele angličtiny a trenéra baseballu na Fordson High School v Dearbornu v Michiganu. Osterberg vyrůstal v trailer parku (místo, kde se bydlí v mobilheimech či automobilech) v Ypsilanti v Michiganu. Z otcovy strany má anglický, německý a irský původ. Z matčiny norský a dánský. Jeho otec byl adoptovaný švédsko-americkou rodinou a dostal jejich jméno – Österberg.
V roce 1964 začal ve skupině The Iguanas a to jako bubeník (vyšel 1 singl). Roku 1965 odešel už jako zpěvák do detroitské R&B skupiny The Prime Movers. V té době si dal přezdívku Iggy Pop. Až v roce 1967 založil legendární skupinu The Psychedelic Stooges (následně Iggy & The Stooges) a to ve složení Iggy Pop – zpěv, Ron Asheton – kytara, baskytara, zpěv, Scott Asheton – bicí, Dave Alexander – baskytara. První album produkoval John Cale a vedlo si poměrně dobře. V roce 1970 následovaly personální změny v kapele: v létě přišli Steve Mackay, Bill Cheatham a James Williamson, už po měsíci však Cheatham kapelu opustil, spolu s D. Alexandrem. Novým členem byl Zeke Zettner, záhy vystřídaný Jimmym Reccou.
V následujícím roce se ale kapela rozpadla, když jednou z příčin byly drogy (Iggy se léčil na Floridě). Roku 1972 došlo k obnovení Stooges ve složení Iggy Pop, Ron Asheton, Scott Asheton, (James Williamson), Scott Thurston – klávesy. V té době používali název Iggy Pop & The Stooges. Kapela se ale po dvou letech opět rozpadla (1973 – Jamese Williamsona nahradil Scott Thurston). V roce 1975 se Iggy opět léčil a v té době mu pomáhal jeho přítel David Bowie a jejich spolupráce byla oboustranná, když se Pop objevil i na Bowieho albu Low.
Velmi ceněné album The Idiot, které je obvykle označováno za první sólovou desku. Roku 1979 se v Iggyho koncertní kapele objevili mj. Glen Matlock (ex – Sex Pistols), Jackie Clark (ex – Ike & Tina Turner) a Scott Thurston. Na albu New Values (1979) se podíleli S. Thurston, S. Asheton, J. Williamson a Fred „Sonic“ Smith (kytara). Deska Soldier (1980) je velmi ceněna a mezi muzikanty[zdroj⁠?!] se tu objevují mj. Barry Andrews ze skupiny XTC, D. Bowie, členové skupiny Simple Minds, Ivan Král a G. Matlock.
Roku 1981 se Iggy Pop prosadil tanečním hitem „Bang Bang“, jehož spoluautorem je Ivan Král. O rok později spolupracoval s Chrisem Steinem na hudbě k filmu Rock'n'Rule a v roce 1985 účinkoval ve filmu Sid a Nancy (o rok později hrál i ve filmu Barva peněz). Objevil se první větší hit – „Real Wild Child“ (coververze písně Johnnyho O'Keefa z roku 1957).
Album Instinct (1988) produkoval Bill Laswell a spolupracoval na něm Steve Jones (ex – Sex Pistols). Ztvárnil menší roli ve filmu Cry Baby (1990) a hrál též ve filmu Hardware. Poměrně dobře si vedlo album Brick by Brick (1990) včetně singlu „Candy“ (duet s Kate Piersonovou ze skupiny B-52's).
V roce 2009 Iggy natočil album Préliminaires, na kterém se překvapivě odklonil od punku k jazzu a blues.

## Diskografie

### Alba

#### Se Stooges
- 1969 – The Stooges
- 1970 – Fun House
- 1973 – Raw Power
- 1977 – Metallic K.O. (koncertní záznam)
- 1995 – Open Up and Bleed (koncertní záznam)
- 2007 – The Weirdness
- 2013 – Ready to Die

#### S Jamesem Williamsonem
- 1977 – Kill City

#### Sólová kariéra

##### Studiová alba
- 1977 – The Idiot
- 1977 – Lust for Life
- 1979 – New Values
- 1980 – Soldier
- 1981 – Party
- 1982 – Zombie Birdhouse
- 1986 – Blah Blah Blah
- 1988 – Instinct
- 1990 – Brick by Brick
- 1993 – American Caesar
- 1996 – Naughty Little Doggie
- 1999 – Avenue B
- 2001 – Beat 'Em Up
- 2003 – Skull Ring
- 2009 – Préliminaires
- 2012 – Après
- 2016 – Post Pop Depression
- 2019 – Free
- 2023 – Every Loser

##### Živě
- 1978 – TV Eye Live 1977
- 1994 – Berlin 91
- 1996 – Best Of...Live

##### Kompilace
- 1996 – Pop Music
- 1996 – Nude & Rude: The Best of Iggy Pop
- 2005 – A Million in Prizes: The Anthology

## Film
- Mrtví neumírají (2019) ... Male Coffee Zombie
- Song to Song (2017)
- Gutterdammerung (2016) … Vicious
- Suck (2009) …. Ivan[5]
- Art House (2009) …. Gordon Ohr
- Iggy and the Stooges: Escaped Maniacs (2008) (V)
- "Lil' Bush: Resident of the United States" …. Lil' Rummy (13 epizod, 2007-2008)
- Persepolis (2007) (hlas: anglická verze) …. Strýc Anouche
- "American Dad!" …. Jerry (1 epizoda, 2007)
- Wayne County Ramblin' (2006) (V) …. Simon
- Driv3r (2004) (VG) (hlas) …. Baccus, Další hlas
- Coffee and Cigarettes (2003) …. Iggy (segment "Somewhere in California")
- "Fastlane" …. Teddy McNair (1 epizoda, 2002)
- Snow Day (2000) …. Mr. Zellweger
- The Rugrats Movie (1998) (hlas) …. Novorozeně
- Star Trek: Stanice Deep Space Nine …. Yelgrun (epizoda „Bratrstvo neohrožených Ferengů“, 1998)
- The Brave (1997) …. Muž, který jí ptačí stehno
- The Crow: City of Angels (1996) …. Curve
- Dead Man (1995) …. Salvatore 'Sally' Jenko
- Tank Girl (1995) …. Rat Face
- Atolladero (1995) …. Madden
- "The Adventures of Pete & Pete" …. James Mecklenberg (3 epizody, 1994-1996)
- Coffee and Cigarettes III (1993) …. Iggy
- Cry-Baby (1990) …. Strýc Belvedere Rickettes
- Hardware (1990) …. Vzteklý Bob
- The Color of Money (1986) …. Hráč na cestě
- Sid and Nancy (1986) …. Host
- Rock & Rule (1983) (hlas) …. Monstrum z jiné dimenze
- "Hold Tight!" (1982) TV seriál …. Hostující umělec